# Sturzprävention
Sturzprävention oder Sturzprophylaxe umfasst die Gesamtheit vorbeugender Maßnahmen gegen Stürze, insbesondere gegen Stürze im Alter.
Stürze und Sturzverletzungen gehören zu den häufigen medizinischen Problemen bei Senioren. Etwa ein Drittel aller Senioren über 65 Jahren stürzt einmal pro Jahr und davon die Hälfte mehrmals jährlich. Aufgrund von Osteoporose und eingeschränkter Mobilität und Reflexen resultieren Stürze oft in Hüft- und anderen Frakturen, Kopfverletzungen oder sogar in Mortalität. Unfallverletzungen sind die fünfthäufigste Todesursache bei älteren Erwachsenen. Bei 75 % der Hüftfraktur-Patienten erfolgt keine vollständige Genesung und der Allgemeingesundheitszustand verringert sich.
Die Sturzprävention wird zudem in einen Zusammenhang mit der Propriozeption und sensorischen Integration gestellt, so auch mit der Bewegungswahrnehmung und der Verarbeitung von Gleichgewicht und Orientierung im Raum.

## Sturzrisikofaktoren
Die am konsistentesten nachgewiesenen Vorhersagefaktoren für das Sturzrisiko einer Einzelperson sind die Sturzgeschichte des letzten Jahres sowie Gang- und Balanceabnormalitäten. Schlechte Sichtverhältnisse, bestimmte Medikationen (speziell psychotrope Medikamente, aber auch Antihypertensiva, Muskelrelaxanzien und Diuretika) oder eingeschränkte kognitive Fähigkeiten werden ebenfalls mit einem erhöhten Sturzrisiko assoziiert.

## Sturz Assessment
Um in der Pflege Risikofaktoren zu identifizieren und Stürze präventiv vorzubeugen, werden Sturz Risiko Assessments durchgeführt. Im klinischen und pflegerischen Umfeld gibt es unterschiedliche Sturz Risiko Assessments, die während einer Visite durchgeführt werden können. Ziel eines Assessments ist die Einschätzung des persönlichen Sturzrisikos und Ableitung von Präventionsmaßnahmen.
International gibt es Sturz Guidelines, die von der WHO veröffentlicht werden. Auf nationaler Ebene wird der Expertenstandard vom Deutschen Netzwerk für Qualitätsentwicklung in der Pflege (DNQP) herausgegeben.
Fragenkataloge zur Bewertung der Sturzrisikofaktoren sind die Hendrich-Skala, die Morse-Skala und STRATIFY. Ein physisches Testverfahren, das anhand von 14 kurzen, praktischen Tests die Funktion des Gleichgewichtssinns überprüft, ist der Berg Balance Scale.

### Herkömmliche Skalen und Messinstrumente
Die multifaktoriellen Ursachen eines Sturzes im Alter erschweren eine einfache Risikovorhersage. Weiterhin sind Stürze für viele Betroffene ein heikles Thema, worüber ungern gesprochen wird. Für Hausärzte muss ein valides Instrument zur Einschätzung des Sturzrisikos einerseits Personen mit Sturzrisiko genau und zuverlässig erfassen und andererseits einfach und rasch anwendbar sein. Eine Möglichkeit für Hausärzte, in der Anamnese sturzgefährdete von nicht sturzgefährdeten Personen zu differenzieren ist folgendes Frageschema:
1. Zwei oder mehr Stürze in den letzten 12 Monaten?
2. Ist der Sturz der aktuelle Grund des Arztbesuchs?
3. Gangschwierigkeiten oder Gleichgewichtsstörungen (subjektive Einschätzung des Patienten)?

Bei Beantwortung mindestens einer Frage mit Ja muss eine weitere Klärung der Sturzrisikofaktoren erfolgen. Diese können sein:
- Stolpergefahr durch unebenen oder glatten Boden
- unpassende, insbesondere zu lange Kleidung und schlecht sitzende Schuhe
- nicht ausreichende Beleuchtung
- nicht verfügbare Halte- und Stützmöglichkeiten
- sensorisches Nervensystem, z. B. durch Neuropathie beeinträchtigt
- unzureichende Aufmerksamkeit für Störeinflüsse wie Medikation, Drogen oder Erkrankungen
- Funktion des Zentralen Nervensystems (ZNS) gestört, z. B. durch Demenz, Morbus Parkinson oder Medikation
- Lähmungen
- verminderte Körperkraft oder mangelnde Beweglichkeit
- vorherige Stürze, Angst durch Sturzerfahrungen
- Kontinenzprobleme
- Fortgeschrittenes Lebensalter

### Künstliche Intelligenz für Sturzprävention
Die Vorhersage von Sturzrisiko mittels künstlicher Intelligenz ist ein zentrales Anwendungsbeispiel für Künstliche Intelligenz in der Pflege. Zum Beispiel werden Modelle des Maschinellen Lernens  auf Daten von Patienten trainiert, um die Vorhersage zum Sturzrisiko zu optimieren und einen Risikoscore berechnen. Ein anderer Ansatz ist die Vorhersage der Sturzwahrscheinlichkeit durch die Nutzung von Bewegungsdaten mittels Sensoren und KI gestützter Analyse von Wearables. Von Wichtigkeit ist dabei die Genauigkeit der Vorhersage und sozio-ökonomische Faktoren wie z. B. Zeitgewinn beim Assessment. Verschiedene Forschungsstandorte befassen sich in ihrer Forschung mit der Entwicklung von neuen Applikationen zur KI-basierten Sturzerkennung z. B. Universitätsklinikum Freiburg, Charité - Universitätsmedizin Berlin. Ziel sind die Erstellung von personalisierter Maßnahmenplanung, ausgerichtet auf den jeweiligen Patienten.
Derzeitige Studien zeigen, dass Prädiktionsmodelle zu wenig Kosten entwickelt werden können, die eine hohe Genauigkeit vorweisen.

## Maßnahmen zur Sturzprävention
Die Forschung deutet an, dass multifaktorielle Interventionsprogramme die Anzahl der Stürze reduzieren können; in einer Metaanalyse von Studien bei Senioren im Allgemeinen betrug die Sturzreduktion 27 %, und bei Senioren mit Sturzgeschichte oder anderen Risikofaktoren 14 %. Obwohl es noch mehr Forschung braucht, werden Kraft- und Balance-Training, eine Risikoabschätzung der häuslichen Umgebung, das Absetzen von psychotroper Medikation, und T'ai chi als erfolgversprechende Maßnahmen beurteilt. T'ai chi Übungen reduzierten das Sturzrisiko um 47 %, wobei weniger die Gangparameter als die Messgrößen des Selbstvertrauens in Studien nachgewiesen wurden. (Zur Vermeidung von Stürzen insbesondere in Pflegeeinrichtungen siehe: Expertenstandard Sturzprophylaxe.)

### Patientenaufklärung
Zentrale Maßnahme für eine patientenzentrierte Vorbeuge von Sturz ist umfassende Aufklärung, Kommunikation und Informationsbroschüren. Die Literatur unterscheidet zwischen zwei Ebenen:
1. Kompetenz und Bewusstsein für Sturzrisikofaktoren erhöhen durch Beratung, Schulung und Informationsbroschüren
2. Auswahl individuell geeigneter Maßnahmen zur Sturzvermeidung, z. B. Anpassung Sehhilfe, Anpassung Hilfsmittel, Anpassung Medikation

### Physiotherapeutische Maßnahmen
Physiotherapeuten analysieren das Gangbild und die Balancefähigkeit des Klienten und können Probleme in diesen Bereichen feststellen. Daraufhin wird ein individuell auf den Klienten zugeschnittenes Übungsprogramm erstellt.

### Anpassungen des Umfelds
Häufige Aufenthaltsorte für einen Sturz sind Treppe oder Badewanne. Anpassungen der häuslichen Umgebung zielen darauf ab, Stolperfallen zu entfernen und einer Person eine Hilfestellung zu geben, ihre täglichen Aktivitäten im Haus auszuführen. Anpassungen können sein: Unordnung zu minimieren, Haltegriffe in Dusche oder Badewanne und in der Nähe der Toilette zu installieren. Treppen können durch Haltegriffe beiderseits ausgerüstet werden, auch Handläufe in der Wohnung, wo möglich, installiert werden, die Lichtverhältnisse können verbessert werden, Farbkontraste zwischen den Treppenstufen sind möglich. Rutschsichere Teppiche oder Gummimatten können unterstützend wirken, am Boden liegende Kabel sollten vermieden werden. Das Entfernen oder Abpolstern spitzer Ecken und scharfer Kanten an Möbelstücken, so wie das Absenken des Bettes zu Schlafenszeiten ist im Fall eines Sturzes vorteilhaft, um Verletzungen zu vermeiden.

## Sturzfolgen
Physische Folgen eines Sturzes können sein:
- Prellung/Verstauchung,
- offene Wunden,
- Sehnenriss,
- Verrenkung (Beispiel: Schulterluxation),
- Knochenbrüche (Beispiele: Oberschenkelhalsbruch, Fraktur des Ellbogengelenks, Beckenfraktur, Fraktur des Handgelenks, Fraktur des Sprunggelenks, Rippenfraktur – besonders bei Vorliegen einer Osteoporose),
- eine zunächst unerkannt bleibende Hirnblutung,
- ein Infekt nach einer Unterkühlung (sofern der Sturz der Person längere Zeit von Mitmenschen unbemerkt bleibt).

Daneben können auch psychische Folgen auftreten wie der Verlust des Vertrauens in die eigene Mobilität mit dem Resultat eines Rückzuges aus dem öffentlichen Leben und eines Bewegungsmangels aus Angst vor einem Sturz.

## Weiterführende Literatur
- Adriano Pierobon, Manfred Funk: Sturzprävention bei älteren Menschen: Risiken – Folgen – Maßnahmen. Georg Thieme Verlag, Stuttgart 2007, ISBN 978-3-13-143761-7.
- Clemens Becker, Ulrich Rißmann, Ulrich Lindemann, Andrea Warnke: Sturzprophylaxe – Sturzgefährdung und Sturzverhütung in Heimen. Verlag Vincentz Network, Hannover 2006, ISBN 3-87870-131-4.
- Deutsches Institut für angewandte Pflegeforschung (Hrsg.): Präventive Hausbesuche bei Senioren – Beraterhandbuch. Schlütersche Verlagsgesellschaft, Köln 2008, ISBN 978-3-89993-204-1.
- Clemens Becker, Ellen Freiberger u. a.: Sturzprophylaxe-Training. Deutscher Turner-Bund (Hrsg.). 3. Auflage. Meyer & Meyer Verlag, Aachen 2015, ISBN 978-3-89899-579-5.
- Ellen Freiberger, Daniel Schöne: Sturzprophylaxe im Alter: Grundlagen und Module zur Planung von Kursen. Deutscher Ärzte Verlag, Köln 2009, ISBN 978-3-7691-0557-5.
- Rein Tideiksaar: Stürze und Sturzprävention: Assessment – Prävention – Management. 2. Auflage. Huber Verlag, Bern 2008, ISBN 978-3-456-84570-8.
- Stephen R. Lord, Catherine Sherrington, Hylton B. Menz, Jacqueline C. T. Close: Falls in Older People – Risk Factors and Strategies for Prevention. Cambridge University Press, Cambridge 2007, ISBN 978-0-521-68099-8 (englisch).